# Mistrovství České republiky v atletice 2024
55. mistrovství České republiky v atletice 2024 se konalo ve dnech 29.–30. června 2024 na Stadionu Mládeže ve Zlíně.

## Medailisté

### Muži
|                                                                 | Zlato                                                                   | Výkon     | Stříbro                                                                 | Výkon     | Bronz                                                                     | Výkon     |
| 100 m                                                           | Zdeněk Stromšík                                                         | 10.43     | Jan Veleba                                                              | 10.48     | Petr Hroch                                                                | 10.56     |
| 200 m                                                           | Tomáš Němejc                                                            | 20.58     | Ondřej Macík                                                            | 20.78     | Jan Jirka                                                                 | 20.97     |
| 400 m                                                           | Matěj Krsek                                                             | 46.04     | Patrik Šorm                                                             | 46.47     | Milan Ščibráni                                                            | 46.85     |
| 800 m                                                           | Jakub Dudycha                                                           | 1:45.23   | Daniel Kotyza                                                           | 1:48.08   | Michal Hroch                                                              | 1:49.36   |
| 1500 m                                                          | Jan Friš                                                                | 3:43.86   | Niko Boketta                                                            | 3:44.37   | Martin Zajíc                                                              | 3:48.85   |
| 5000 m                                                          | Jan Friš                                                                | 14:08.02  | Martin Zajíc                                                            | 14:10.59  | Damián Vích                                                               | 14:15.65  |
| 10000 m dráha Holešov 27. 4. 2024                               | Martin Zajíc                                                            | 29:52.34  | Vladimír Marčík                                                         | 30:13.47  | Lukáš Chwistek                                                            | 30:48.71  |
| 10000 m silnice Běchovice 29. 9. 2024                           | Martin Zajíc                                                            | 30:01     | René Sasyn                                                              | 30:53     | Vít Pavlišta                                                              | 30:57     |
| Přespolní běh (krátký) Praha – Velká Chuchle 24. listopadu 2024 | Vladimír Marčík                                                         | 12:03     | Jakub Davidík                                                           | 12:06     | René Sasyn                                                                | 12:13     |
| Přespolní běh (dlouhý) Praha – Velká Chuchle 24. listopadu 2024 | Jáchym Kovář                                                            | 30:53     | Patrik Vebr                                                             | 31:03     | Tomáš Křivohlávek                                                         | 32:07     |
| Běh do vrchu (krátký) Janské Lázně 4. května 2024               | Matěj Zima                                                              | 58:41     | Jan Halberštát                                                          | 1:02:53   | Adam Szymanik                                                             | 1:03:14   |
| Půlmaraton Pardubice 13. dubna 2024                             | Vladimír Marčík                                                         | 1:06:24   | Jiří Homoláč                                                            | 1:07:11   | Viktor Šinágl                                                             | 1:09:20   |
| Maraton Praha 5. května 2024                                    | Martin Edlman                                                           | 2:22:19   | Patrik Vebr                                                             | 2:24:33   | Tomáš Edlman                                                              | 2:24:34   |
| 110 m př.                                                       | Vilém Stráský                                                           | 13.95     | Štěpán Štefko                                                           | 14.09     | Jonáš Kolomazník                                                          | 14.13     |
| 400 m př.                                                       | Vít Müller                                                              | 48.41     | Martin Tuček                                                            | 50.51     | Adam Smolka                                                               | 50.51     |
| 3000 m př.                                                      | Tomáš Habarta                                                           | 8:29.24   | Damián Vích                                                             | 8:37.49   | Daniel Marák                                                              | 9:07.24   |
| 4 × 100 m                                                       | Dukla Praha Stanislav Jíra Matyáš Koška David Kolář Jan Veleba          | 40.17     | SSK Vítkovice Jakub Majerčák Milan Ščibráni Tomáš Lisák Zdeněk Stromšík | 40.89     | Sokol Hradec Králové Petr Hroch Adam Šulc Michal Blažek Michal Desenský   | 40.92     |
| 4 × 400 m                                                       | VSK Univerzita Brno Tomáš Horák Michal Hroch Daniel Kotyza Martin Tuček | 3:12.11   | ASK Slavia Praha Lukáš Přibyl Jakub Myslivec Jan Šulc Josef Bělohlávek  | 3:15.74   | Atletika Stará Boleslav Jan Tesař Jakub Veselý Lukáš Podolák Matěj Šabata | 3:16.65   |
| 20 km chůze Poděbrady 6. dubna 2024                             | Vít Hlaváč                                                              | 1:23:38   | Jaromír Morávek                                                         | 1:25:47   | Adam Zajíček                                                              | 1:25:54   |
| Chůze na 35 km Žitava 26. října 2024                            | Jaromír Hloch                                                           | 2:58:44   | Martin Nedvídek                                                         | 3:04:18   | Alexandr Malysa                                                           | 3:15:41   |
| Skok do výšky                                                   | Jan Štefela                                                             | 2,30      | Marek Bahník                                                            | 2,18      | Josef Adámek                                                              | 2,18      |
| Skok o tyči                                                     | Matěj Ščerba                                                            | 5,67      | Filip Bartoněk                                                          | 5,51      | David Holý                                                                | 5,51      |
| Skok daleký                                                     | Petr Meindlschmid                                                       | 7,84      | Dan Kováč                                                               | 7,57      | Vojtěch Komárek                                                           | 7,40      |
| Trojskok                                                        | Zdeněk Kubát                                                            | 15,77     | Pavel Halátek                                                           | 15,70     | Ondřej Vodák                                                              | 15,49     |
| Vrh koulí                                                       | Tomáš Bortel                                                            | 17,07     | Tadeáš Procházka                                                        | 16,96     | David Tupý                                                                | 16,78     |
| Hod diskem                                                      | Marek Bárta                                                             | 62,06     | Jakub Forejt                                                            | 56,24     | Jan Svozil                                                                | 52,22     |
| Hod kladivem                                                    | Volodymyr Myslyvčuk                                                     | 75,48     | Patrik Hájek                                                            | 73,84     | Samuel Camara                                                             | 67,77     |
| Hod oštěpem                                                     | Kryštof Kozač                                                           | 79,13     | Jaroslav Jílek                                                          | 72,91     | Martin Florian                                                            | 72,86     |
| Desetiboj Olomouc 18.–19. května 2024                           | Adam Sebastian Helcelet                                                 | 7850 bodů | Michal Jára                                                             | 7572 bod. | Marek Lukáš                                                               | 7452 bodů |

### Ženy
|                                                                 | Zlato                                                                                  | Výkon     | Stříbro                                                                           | Výkon     | Bronz                                                                              | Výkon     |
| 100 m                                                           | Karolína Maňasová                                                                      | 11.24     | Natálie Kožuškaničová                                                             | 11.56     | Tereza Lamačová                                                                    | 11.70     |
| 200 m                                                           | Nikoleta Jíchová                                                                       | 23.88     | Natálie Kožuškaničová                                                             | 23.95     | Johanka Šafářová                                                                   | 24.03     |
| 400 m                                                           | Lurdes Gloria Manuel                                                                   | 51.91     | Tereza Petržilková                                                                | 52.49     | Marcela Pírková                                                                    | 54.04     |
| 800 m                                                           | Kimberley Ficenec                                                                      | 2:00.68   | Pavla Štoudková                                                                   | 2:01.37   | Adéla Holubová                                                                     | 2:03.33   |
| 1500 m                                                          | Kristiina Sasínek Mäki                                                                 | 4:12.90   | Diana Mezuliáníková                                                               | 4:14.88   | Pavla Štoudková                                                                    | 4:30.32   |
| 5000 m                                                          | Barbora Lampová                                                                        | 17:20.64  | Anita Žáková                                                                      | 17:23.84  | Iva Gieselová                                                                      | 17:23.94  |
| 10000 m dráha Holešov 27. 4. 2024                               | Moira Stewartová                                                                       | 33:18.05  | Simona Vrzalová                                                                   | 34:22.31  | Barbora Lampová                                                                    | 34:40.84  |
| 10000 m silnice Běchovice 29. 9. 2024                           | Tereza Hrochová                                                                        | 33:10     | Moira Stewartová                                                                  | 33:27     | Tereza Zimovjanová                                                                 | 34:03     |
| Přespolní běh (krátký) Praha – Velká Chuchle 24. listopadu 2024 | Diana Mezuliáníková                                                                    | 13:58     | Bára Stýblová                                                                     | 14:08     | Pavla Štoudková                                                                    | 14:16     |
| Přespolní běh (dlouhý) Praha – Velká Chuchle 24. listopadu 2024 | Anna Málková                                                                           | 28:35     | Adéla Hluchá                                                                      | 28:43     | Barbora Lampová                                                                    | 29:02     |
| Běh do vrchu (krátký) Janské Lázně 4. května 2024               | Tereza Hrochová                                                                        | 1:04:00   | Pavla Matyášová Schorná                                                           | 1:08:30   | Adéla Vetchá                                                                       | 1:08:58   |
| Půlmaraton Pardubice 13. dubna 2024                             | Tereza Hrochová                                                                        | 1:13:43   | Barbora Lampová                                                                   | 1:17:56   | Hana Švestková Stružková                                                           | 1:18:40   |
| Maraton Praha 5. května 2024                                    | Petra Pastorová                                                                        | 2:47:03   | Eva Filipiová                                                                     | 2:49:35   | Barbora Jíšová                                                                     | 2:49:40   |
| 100 m př.                                                       | Helena Jiranová                                                                        | 13.24     | Tereza Elena Šínová                                                               | 13.34     | Nicoleta Turnerová                                                                 | 13.58     |
| 400 m př.                                                       | Barbora Veselá                                                                         | 57.43     | Lenka Novotná                                                                     | 58.38     | Zuzana Cymbálová                                                                   | 59.05     |
| 3000 m př.                                                      | Karolína Jarošová                                                                      | 10:21.32  | Soňa Kouřilová                                                                    | 10:24.57  | Bára Stýblová                                                                      | 10:24.60  |
| 4 × 100 m                                                       | USK Praha Marcela Pírková Johana Kaiserová Martina Hofmanová Natálie Kožuškaničová     | 44.95     | AK ŠKODA Plzeň Lucie Zavadilová Valentýna Jindrová Kateřina Šťastná Daniela Volná | 46.41     | AC Pardubice Pavla Kvasničková Klára Lišková Zdara Pezinková Kristina Stránská     | 46.73     |
| 4 × 400 m                                                       | AK ŠKODA Plzeň Lucie Zavadilová Kateřina Šťastná Valentýna Jindrová Tereza Petržilková | 3:42.88   | USK Praha Věra Holubářová Kristýna Korelová Martina Hofmanová Veronika Petrásková | 3:43.89   | ASK Slavia Praha Barbora Navrátilová Anna Šimková Anna Červenková Zuzana Cymbálová | 3:46.52   |
| 20 km chůze Poděbrady 6. dubna 2024                             | Eliška Martínková                                                                      | 1:40:25   | Michaela Baklíková                                                                | 1:52:55   | Nelly Bugárová                                                                     | 1:53:00   |
| Chůze na 35 km Žitava 26. října 2024                            | Nelly Bugárová                                                                         | 3:21:29   | Štěpánka Pohlová Kučerová                                                         | 3:33:30   | Klára Hlaváčová                                                                    | 3:44:16   |
| Skok do výšky                                                   | Michaela Hrubá                                                                         | 1,92      | Bára Sajdoková                                                                    | 1,89      | Stela Tomanová                                                                     | 1,86      |
| Skok o tyči                                                     | Amálie Švábíková                                                                       | 4,73      | Nikola Pöschlová                                                                  | 4,41      | Viktorie Ondrová                                                                   | 4,31      |
| Skok daleký                                                     | Daniela Volná                                                                          | 6,25      | Kateřina Černocká                                                                 | 6,08      | Tereza Vokálová                                                                    | 6,07      |
| Trojskok                                                        | Tereza Vlková                                                                          | 12,98     | Emma Maštalířová                                                                  | 12.85     | Veronika Skalická                                                                  | 12,65     |
| Vrh koulí                                                       | Katrin Brzyszkowská                                                                    | 16,48     | Martina Mazurová                                                                  | 15,80     | Lenka Valešová                                                                     | 15,18     |
| Hod diskem                                                      | Barbora Tichá                                                                          | 53,15     | Eliška Zahradníčková                                                              | 50,03     | Klára Klonová                                                                      | 47,64     |
| Hod kladivem                                                    | Tereza Holcová                                                                         | 63,97     | Lenka Valešová                                                                    | 62,10     | Veronika Bártová                                                                   | 60,53     |
| Hod oštěpem                                                     | Nikola Ogrodníková                                                                     | 61,19     | Nikol Tabačková                                                                   | 57,32     | Petra Sičaková                                                                     | 57,21     |
| Sedmiboj Olomouc 18.–19. května 2024                            | Anna Kerbachová                                                                        | 5643 bodů | Natálie Olivová                                                                   | 5611 bodů | Adéla Tkáčová                                                                      | 5536 bodů |